# 諫早市立喜々津小学校
諫早市立喜々津小学校（いさはやしりつ ききつしょうがっこう、Isahaya City Kikitsu Elementary School）は、長崎県諫早市多良見町中里にある公立小学校。略称「喜小」（きしょう）。

## 概要
歴史
1873年（明治6年）に開校した「喜々津小学校」を前身とする。2013年（平成25年）に創立140周年を迎える。
学校教育目標
「人間性豊かでよく考え，仲良く助け合い，何事も最後までやりぬく心身ともにたくましい子供を育てる。」合言葉は「夢・元気・輝き」。
校章
桜の花弁を背景にして、中央に校名の頭文字「喜」を置いている。
校歌
作詞は市瀬正生、作曲は山口健作による。歌詞は2番まであり、両番に校名の「喜々津」が登場する。
校区
住所上記で「諫早市多良見町」の後に「西川内、市布、中里、化屋、囲、木床」が続く地域。中学校区は諫早市立喜々津中学校。

## 沿革
- 1873年（明治6年）
  - 6月2日 - 学制に基づき、「喜々津小学校」を設置し、授業を開始。正法寺を仮教場とする。
  - 9月 - 阿蘇神社の境内に校舎を新築し、移転を完了。
- 1878年（明治11年） - 市布分校（いちぬの）を設置。
- 1880年（明治13年）4月 - 中里名馬場に校舎を新築し、全村児童を収容。市布分校を廃止。
- 1882年（明治15年）12月 - 教育令の改正により、「公立中等喜々津小学校」に改称。
- 1886年（明治19年）6月 - 小学校令の施行により、「尋常喜々津小学校」と改称。
- 1887年（明治20年）2月 - 女子を対象に裁縫専科を設置。
- 1893年（明治26年）- 小学校令の改正により、「喜々津尋常小学校」と改称（「尋常」の位置が変更になる）。修業年限を4ヶ年（=義務教育期間）とする。
- 1894年（明治27年）4月12日 - 高等科（修業年限4ヶ年）を併設し、「喜々津尋常高等小学校」に改称（尋常科4年・高等科4年）。
- 1901年（明治34年）3月31日 - 裁縫専科を廃止。
- 1908年（明治41年）4月1日 - 小学校令の改正により、義務教育期間が4年から6年に延長され、尋常科6年・高等科2年となる。
- 1925年（大正14年）8月24日 - 喜々津農業補習学校を併設。
- 1926年（大正15年）8月 - 併設の農業補習学校が青年訓練所認定となる（青年訓練所認定喜々津農業補習学校）。
- 1935年（昭和10年）4月1日 - 青年学校令の施行により、併設の青年訓練所認定喜々津農業補習学校が喜々津青年学校に改称。
- 1941年（昭和16年）4月1日 - 国民学校令の施行により、「喜々津国民学校」に改称。初等科6年と高等科2年を設置。
- 1944年（昭和19年）7月 - 喜々津青年学校が移転し、併設を解消。
- 1947年（昭和22年）4月1日 - 学制改革（六・三制の実施）が行われる。
  - 旧・喜々津国民学校の初等科（6ヶ年）が改組され、「喜々津村立喜々津小学校」となる。
  - 旧・喜々津国民学校の高等科（2ヶ年）および喜々津青年学校の普通科が改組され、喜々津村立喜々津中学校（新制中学校）が発足。
    - 当面の間、小学校・青年学校の校舎を使用。
- 1955年（昭和30年）2月11日 - 喜々津・大草・伊木力三村が合併し多良見村が発足。これにより「多良見村立喜々津小学校」に改称。
- 1956年（昭和31年）11月15日 - 木造校舎1棟が完成。
- 1958年（昭和33年）1月11日 - 児童数急増による二部授業の実施を解消するため、木造校舎1棟（北校舎）を新築・完成。
- 1959年（昭和34年）4月5日 - 第三校舎（南校舎）が完成。
- 1961年（昭和36年）6月2日 - 校歌を制定。
- 1964年（昭和39年）10月 - 校旗と校章を制定。
- 1965年（昭和40年）11月23日 - 町村合併により多良見町が発足したことにより、「多良見町立喜々津小学校」と改称。
- 1969年（昭和44年）9月 - 国旗掲揚台を設置。
- 1971年（昭和46年）7月27日 - 中学校と共用のプールが完成。
- 1974年（昭和49年）3月10日 - 創立100周年記念碑を建立。また創立記念事業として飼育舎を設置。
- 1975年（昭和50年）5月14日 - 体育館が完成。
- 1978年（昭和53年）4月17日 - 完全給食を開始。
- 1981年（昭和56年）3月27日 - 新校舎9教室が完成。
- 1982年（昭和57年）1月30日 - 総面積8,960㎡の運動場が完成。また翌2月には運動場用体育施設（アスレチック遊具）を設置。
- 1983年（昭和58年）4月1日 - 多良見町立喜々津東小学校の新設に伴い、395名が移籍する。
- 1989年（平成元年）3月1日 - 新校舎（新館）が完成。
- 1990年（平成2年）3月 - 飼育舎を新設。
- 1999年（平成11年）3月4日 - パソコンを設置完了。
- 2003年（平成13年）4月1日 - たんぽぽ学級（情緒障害）を設置。多良見町社会福祉施設を併設。
- 2005年（平成17年）3月1日 - 多良見町が諫早市に編入され、「諫早市立喜々津小学校」（現校名）に改称。

## 著名な出身者
- 中村隼人　元プロ野球選手
- 中村北斗　プロサッカー選手

## アクセス
最寄りの鉄道駅
- JR九州 長崎本線 「喜々津駅」と「市布駅」のほぼ中間地点にある。

最寄りのバス停
- 長崎県営バス
  - 「学校前」バス停
  - 「喜々津橋」バス停（国道34号線沿い）

最寄りの国道・県道
- 国道34号 - 長崎バイパス・長崎自動車道長崎多良見ICに接続。

## 周辺
- （私立）中里保育園
- 諫早市立喜々津中学校
- 長崎県立西陵高等学校
- 長崎県立希望が丘高等特別支援学校
- 財団法人長崎県学校給食会
- 長崎原爆諫早病院
- 諫早市役所多良見支所（旧・多良見町役場）
- 喜々津橋

## 参考資料
- 「多良見町郷土誌」（1971年（昭和46年）、多良見町郷土誌編集委員会）
- 「多良見町郷土誌 -町制施行四十周年記念事業- 」（1995年（平成7年）2月、多良見町教育委員会）
- 「多良見町郷土誌 資・史料編 -町制施行四十周年記念事業-」（1995年（平成7年）2月、多良見町教育委員会）
- 「町史写真集 多良見町 三村合併50周年・多良見町閉町記念誌」（2005年（平成17年）2月、多良見町役場企画情報課）

## 関連事項
- 長崎県小学校一覧